# Historia de los ministerios de Medio Ambiente de España

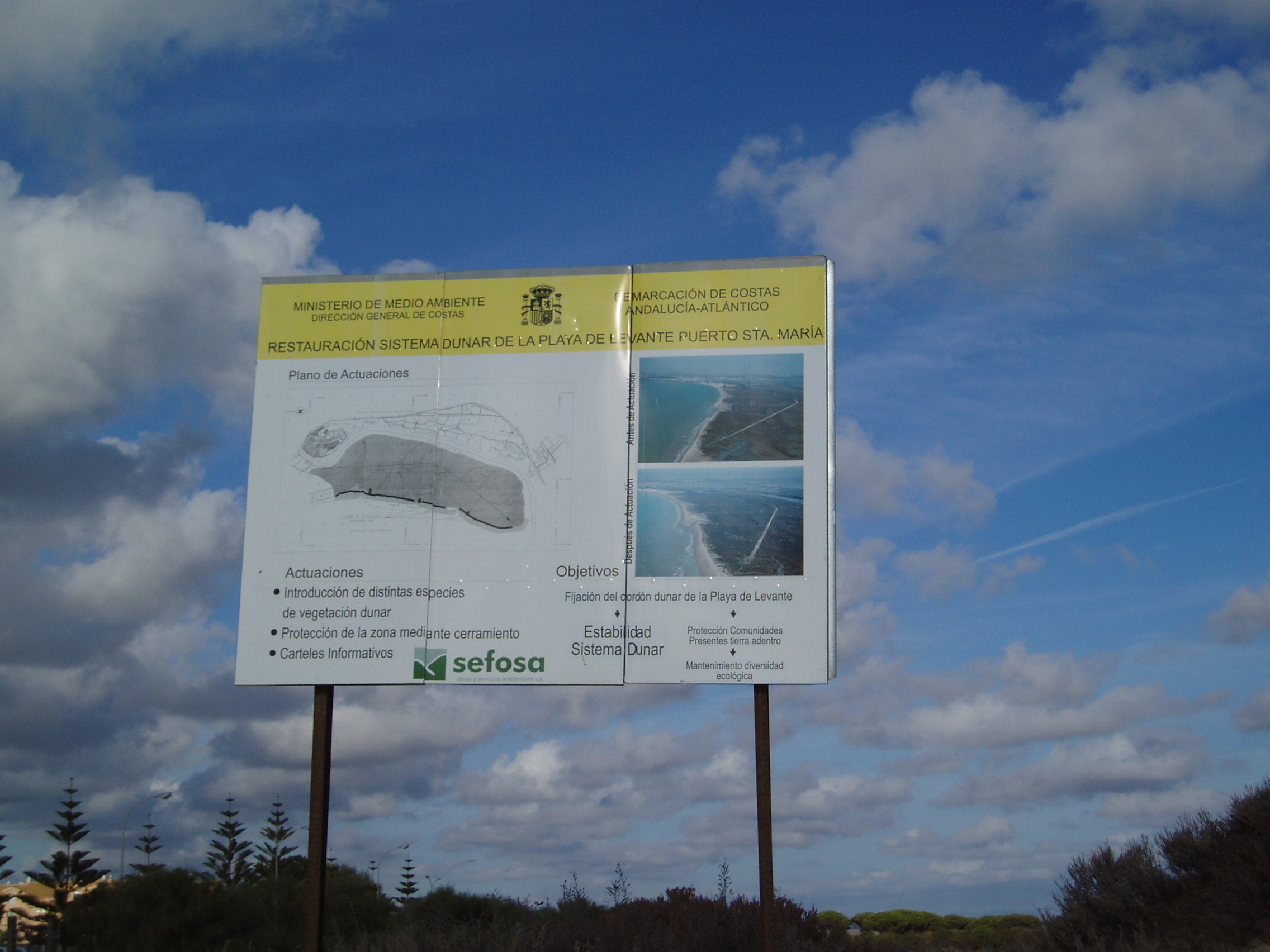
Cartel del Ministerio de Medio Ambiente en una playa de El Puerto de Santa María perteneciente al Parque Natural de la Bahía de Cádiz.

Este artículo trata sobre la historia de los ministerios españoles de Medio Ambiente.

## Historia
El embrión de preocupación por las políticas medioambientales en España puede rastrearse en la historia llegando incluso hasta el siglo XVIII, cuando se promulgan las Ordenanzas para la Conservación y el aumento de los Montes de la Marina y para el Aumento y Conservación de Montes y Plantíos (1748) Por medio del Real Decreto de 9 de noviembre de 1832 se le atribuía al recién creado Ministerio de Fomento General del Reino la competencia sobre el plantío y conservación de los montes y arbolados, así como las obras de riego y desecación de terrenos pantanosos. Un año más tarde se creaba la Dirección General de Montes, primera administración dedicada a la conservación de la naturaleza. Mediante Real Decreto de 31 de mayo de 1837 se dispuso que los montes y plantíos realengos y de dueño no conocido, como pertenecientes a la Nación sean administrados por el gobierno; y que esta administración sea regida por la dirección general de montes. En 1855 se fundó la Junta Consultiva de Montes.
Tras varios cambios de nomenclatura, la citada Dirección General de Montes se rebautizó en 1928 como Dirección General de Montes, Pesca y Caza (a partir de 1939, Dirección General de Montes, Caza y Pesca Fluvial), que pervivirá como dicho tipo de entidad hasta prácticamente nuestros días. El hito más destacado bajo la dictadura franquista fue la creación del Instituto para la Conservación de la Naturaleza en 1971 adscrito al Ministerio de Agricultura, que aglutinó el Patrimonio Forestal del Estado, el Servicio de Vías Pecuarias, el de Conservación de Vías Agrícolas y la mayor parte de las atribuciones de la Dirección General de Montes.
En cuanto a la política hidráulica, se encuentran antecedentes también en el siglo XIX (Leyes de Aguas de 1866 y 1879; Ley de canales y pantanos de 1870) y se caracterizó durante el periodo por una estrategia de fomento de la iniciativa privada en la construcción hidráulica, si bien con mínimos efectos. A partir de 1880, sin embargo, y gracias al impulso de intelectuales como, entre otros, Joaquín Costa, se empieza a tomar conciencia de que el Estado debe actuar directamente en la construcción de obras hidráulicas, culminándose el proceso con la promulgación en 1911 de la Ley de Grandes Regadíos que facultaba al Estado para ejecutar proyectos de obra hidráulica.
En 1926 se creaban las Confederaciones Hidrográficas (denominadas entonces Confederaciones Sindicales Hidrográficas) y el 4 de enero de 1932 la Dirección General de Obras Hidráulicas, adscrita al Ministerio de Obras Públicas. 
Finalmente, por lo que se refiere a la protección del litoral, ya la Ley de Puertos de 19 de enero de 1928 establecía en su artículo 34 que en ningún punto de las costas, playas, puertos y desembocaduras de los ríos, ni en las islas formadas en la zona marítima, se podrán ejecutar obras nuevas, de cualquier especie que fueren, ni construirse edificio alguno sin la competente autorización. Sin embargo la preocupación política por la cuestión se acentúa en la década de 1960, ante la evidencia de la degradación de la costa española motivada por el urbanismo salvaje de esos años. Se crearon las Jefaturas Regionales de Costas (denominadas Demarcaciones de Costas desde la Orden de 7 de febrero de 1986), dependientes primero de la Junta Central de Puertos - creada por Ley de 3 de enero de 1964 y a la que correspondía la ordenación de costas y playas -, desde el 28 de noviembre de 1967 de la Dirección General de Puertos y Señales Marítimas, desde 1977 de la Dirección General de Puertos y Costas y desde 1991 - fecha de su creación mediante Real Decreto 1316/1991, de 2 de agosto - de la Dirección General de Costas.
En cuanto al uso del término Medio Ambiente en un órgano administrativo, se encuentra por primera vez en la Comisión Delegada del Gobierno para el Medio Ambiente y la Comisión Interministerial del Medio Ambiente, creadas por Decreto 888/1972, de 13 de abril, integrada por representantes de varios Ministerios y que debía impulsar medidas de lucha contra la contaminación de la atmósfera y de las aguas, la defensa del paisaje y de los recursos naturales, la conservación del patrimonio histórico-artístico y en general salvaguardar la calidad del medio ambiente. En 1975 sus funciones fueron asumidas por la Dirección General de Acción Territorial y Medio Ambiente, incardinada en el Ministerio de la Presidencia, hasta que el 1977, con la nueva reestructuración del Ministerio de Obras Públicas, este asume las competencias. Se crea entonces en dicho Departamento la Subsecretaría de Ordenación del Territorio y Medio Ambiente, con su Dirección General de Medio Ambiente, a la que corresponde la elaboración de los estudios previos para la formulación de la política ambiental de la administración pública, su ejecución, la dirección de los asuntos que en este campo competen al departamento, integrando las tareas realizadas por sus distintas unidades y la coordinación de tales actividades con las realizadas por otros departamentos ministeriales y organismos públicos.
En 1991, alcanzaba rango de Secretaría de Estado, al crearse la Secretaría de Estado para las Políticas del Agua y el Medio Ambiente. En 1993 la expresión alcanzó el nombre del Ministerio, que pasa a denominarse de Obras Públicas, Transportes y Medio Ambiente. Por su parte, en el Ministerio de Agricultura se creaba en 1995 la Dirección General de Conservación de la Naturaleza, a la que correspondía Formulación de los criterios básicos para la ordenación de la flora, la fauna, los hábitat y ecosistemas naturales y la redacción de la declaración de impacto ambiental. Ese mismo año se crea, también en Agricultura, el Organismo Autónomo Parques Nacionales.
Finalmente, el Ministerio de Medio Ambiente se crea en 1996 con la llegada de José María Aznar y el Partido Popular recogiendo las competencias sobre esta materia de Obras Públicas y las de Agricultura. En su discurso de investidura, Aznar justificó este hecho debido a la «creciente sensibilización hacia los problemas derivados de la preservación y mejora del medio natural y del entorno urbano», el «excepcional patrimonio natural» de España y el hecho de que la «política medioambiental se ha erigido pues en uno de los grandes vectores de la acción del Gobierno».
Con el nombramiento de Isabel Tocino como primera ministra de Medio Ambiente en la historia de España se cubre una carencia histórica de la administración española. Antes del año 1996 las competencias de medio ambiente se encontraban dispersas entre varios ministerios y solamente existía una secretaría de Estado dedicada al Medio Ambiente. El Ministerio de Medio Ambiente, es el único ministerio español (anterior a 2004) que ha sido dirigido por más ministras (Isabel Tocino, Elvira Rodríguez y Cristina Narbona) que ministros (Jaume Matas).
En 2001 se creó la Oficina Española de Cambio Climático, alcanzando este ámbito rango de Subdirección General en 2003, de Secretaría General en 2004 y de Secretaría de Estado en 2008.
En la IX Legislatura, este Ministerio se fusiona con el de Agricultura, Pesca y Alimentación y pasa a denominarse Ministerio de Medio Ambiente, Medio Rural y Marino. Con el cambio de gobierno de la X Legislatura en noviembre de 2011, toma el nombre de Ministerio de Agricultura, Alimentación y Medio Ambiente, que pasa a Agricultura y Pesca, Alimentación y Medio Ambiente desde noviembre de 2016 (XII Legislatura). Tras la moción de censura contra Mariano Rajoy de 2018 y la formación del nuevo Gobierno de Pedro Sánchez en junio de 2018, el Ministerio volvió a desgajarse de Agricultura. Al tiempo incorpora las compentecias en materia de Energía, pasando a denominarse Ministerio para la Transición Ecológica. En la XIV legislatura, al asumir la correspondiente competencia procedente del Ministerio de Política Territorial y función Pública, se modifica el nombre a Ministerio para la Transición Ecológica y el Reto Demográfico.

## Cronograma de los ministerios de España de la Democracia
Nota: Este cronograma no incluye a los ministros sin cartera. 

Abreviaturas utilizadas:
AA.EE./U.E./Coop. — Asuntos Exteriores, Unión Europea y Cooperación; 
A.Ec./T.D. — Asuntos Económicos y Transformación Digital; 
Agr./Alim./M.A. — Agricultura, Alimentación y Medio Ambiente; 
Agr./Pesca — Agricultura y Pesca; 
Agr./Pesca/Alim. — Agricultura, Pesca y Alimentación; 
A.P.+ — Agricultura y Pesca, Alimentación y Medio Ambiente; 
C./I./U. — Ciencia, Innovación y Universidades; 
Ciencia/Innov. — Ciencia e Innovación; 
Ciencia/Tecnol. — Ciencia y Tecnología; 
Com./Tur. — Comercio y Turismo; 
Cult./Bien. — Cultura y Bienestar;
D.S./Ag. 2030 — Derechos Sociales y Agenda 2030;
D.S./C./Ag. 2030 — Derechos Sociales, Consumo y Agenda 2030;
Ed.+ — Educación, Política Social y Deporte; 
E./I./C. — Economía, Industria y Competitividad; 
E./T./A. — Energía, Turismo y Agenda Digital; 
Ec./Com. — Economía y Comercio;
Ec./Com./E. — Economía, Comercio y Empresa;
Ec./Comp. — Economía y Competitividad; 
Ec./E. — Economía y Empresa;
Ed./Ciencia — Educación y Ciencia; 
Ed./Cultura — Educación y Cultura;
Ed./Cult./Dep. — Educación, Cultura y Deporte; 
Ed./Form.Prof. — Educación y Formación Profesional; 
Ed./Form.Prof./Dep. — Educación, Formación Profesional y Deportes;
Ed./UU./Inv. — Educación y de Universidades e Investigación; 
Educ. — Educación;
H./F.P. — Hacienda y Función Pública; 
Hac./AA.PP. — Hacienda y Administraciones Públicas; 
I./C./T. — Industria, Comercio y Turismo; 
I./S.S./MM. — Inclusión, Seguridad Social y Migraciones;
Ind./En./Tur. — Industria, Energía y Turismo; 
Ind./Tur. — Industria y Turismo;
J./Int. — Justicia e Interior; 
M.A./M.R.M. — Medio Ambiente, y Medio Rural y Marino; 
O./T. — Obras Públicas y Transportes; 
O./T./M.A. — Obras Públicas, Transportes y Medio Ambiente; 
P./A. — Política Territorial y Administración Pública; 
P./A.T. — Presidencia y para las Administraciones Territoriales;
P./J./R.C. — Presidencia, Justicia y Relaciones con las Cortes;
P/RC/I — Presidencia, Relaciones con las Cortes e Igualdad;
P./R.C./M.D. — Presidencia, Relaciones con las Cortes y Memoria Democrática;
P.T. — Política Territorial; 
P.T./F.P. — Política Territorial y Función Pública; 
P.T./M.D. — Política Territorial y Memoria Democrática;
Rel. Cortes/Secret. Gob. — Relaciones con las Cortes y de la Secretaría del Gobierno; 
S.+ — Sanidad, Política Social e Igualdad; 
S/C/BS — Sanidad, Consumo y Bienestar Social; 
S./P.S. — Sanidad y Política Social; 
S./SS.SS./Ig. — Sanidad, Servicios Sociales e Igualdad; 
Sanidad/S.S. — Sanidad y Seguridad Social; 
T/S/SS — Trabajo, Sanidad y Seguridad Social; 
T.D. — Transformación Digital;
T.D./F.P. — Transformación Digital y de la Función Pública;
Tr.Ec. — Transición Ecológica;
Tr.Ec./R.D. — Transición Ecológica y Reto Demográfico;
Trabajo/Ec. Social — Trabajo y Economía Social; 
Trabajo/Inmigr. — Trabajo e Inmigración; 
Transp./Com. — Transportes y Comunicaciones; 
Transp./Mov./Ag.U. — Transporte, Movilidad y Agenda Urbana;
Transp./Mov.Sost. — Transportes y Movilidad Sostenible;
UU./Inv. — Universidades e Investigación;
Viv./Ag.U. — Vivienda y Agenda Urbana.

## Lista de ministros
- V Legislatura (1993–1996)
  - (1993–1996): Josep Borrell, PSOE, como ministro de Obras Públicas, Transportes y Medio Ambiente.

- VI Legislatura (1996–2000)
  - (1996–2000): Isabel Tocino, PP

- VII Legislatura (2000–2004)
  - (2000–2003): Jaume Matas, PP
  - (2003–2004): Elvira Rodríguez, PP

- VIII Legislatura (2004–2008)
  - (2004–2008): Cristina Narbona, PSOE

- IX Legislatura (2008–2011)
  - (2008–2010) Elena Espinosa, PSOE, como ministra de Medio Ambiente y Medio Rural y Marino.
  - (2010–2011) Rosa Aguilar, PSOE, como ministra de Medio Ambiente y Medio Rural y Marino.

- X Legislatura (2011–2015)
  - (2011–2014) Miguel Arias Cañete, PP, como ministro de Agricultura, Alimentación y Medio Ambiente.
  - (2014–2016) Isabel García Tejerina, PP, como ministra de Agricultura, Alimentación y Medio Ambiente.

- XI Legislatura (2016)
  - (2016) Isabel García Tejerina, PP, como ministra de Agricultura, Alimentación y Medio Ambiente en funciones.

- XII y XIII Legislatura (2016-2020)
  - (2016-2018) Isabel García Tejerina, PP, como ministra de Agricultura y Pesca, Alimentación y Medio Ambiente.
  - (2018-2020) Teresa Ribera Rodríguez, PSOE, como  ministra para la Transición Ecológica.

- XIV Legislatura (2020- )
  -     - (2020- ) Teresa Ribera Rodríguez, PSOE, como  ministra para la Transición Ecológica y el Reto Demográfico.

## Lista de secretarios de Estado
- Secretaría de Estado de Medio Ambiente
  - Hugo Alfonso Morán Fernández (2018- )
  - María García Rodríguez (2016-2018) (Ministerio de Agricultura y Pesca, Alimentación y Medio Ambiente)
  - Pablo Saavedra Inaraja (2015-2016) (Ministerio de Agricultura, Alimentación y Medio Ambiente)
  - Federico Ramos de Armas (2011-2015) (Ministerio de Agricultura, Alimentación y Medio Ambiente)
- Secretaría de Estado de Medio Rural y Agua
  - Josep Puxeu Rocamora (2008-2011) (Ministerio de Medio Ambiente y Medio Rural y Marino)
- Secretaría de Estado de Cambio Climático
  - Teresa Ribera Rodríguez (2008-2011) (Ministerio de Medio Ambiente y Medio Rural y Marino)
- Secretaría de Estado de Aguas y Costas
  - Pascual Fernández Martínez (2000-2004)
  - Benigno Blanco Rodríguez (1996-2000)
- Secretaría de Estado de Medio Ambiente y Vivienda
  - Cristina Narbona Ruiz (1993-1996) (Ministerio de Obras Públicas)
- Secretario de Estado para las Políticas del Agua y el Medio Ambiente
  - Vicente Albero Silla (1991-1993) (Ministerio de Obras Públicas y Transportes)

## Lista de secretarios generales
- Secretaría General para la Prevención de la Contaminación y el Cambio Climático
  - Arturo Gonzalo Aizpiri (2004-2008)
- Secretaría General para el Territorio y la Biodiversidad
  - Antonio Serrano Rodríguez (2004-2008)
- Secretaría General de Medio Ambiente
  - Juan María del Álamo Jiménez (2003-2004)
  - María del Carmen Martorell Pallás (2001-2003)
  - Juan Luis Muriel Gómez (1997-2000)
  - Borja Cardelús y Muñoz-Seca (1996-1997)
  - Domingo Ferreiro Picado (1990-1991) (Ministerio de Obras Públicas)
- Subsecretaría de Ordenación del Territorio y Medio Ambiente
  - Santiago Arauz de Robles (1981-1982) (Ministerio de Obras Públicas)
  - Juan Díez Nicolás (1979-1981) (Ministerio de Obras Públicas)
  - Eduardo Merigó González (1977-1979) (Ministerio de Obras Públicas)
- Secretaría General para el Reto Demográfico
  - Elena Cebrián Calvo (2020)
  - Francisco Boya Alós (2020- )

## Lista de subsecretarios
| Nombre                                  | Cuerpo de funcionarios                                                            | Año de nacimiento | Fecha de nombramiento |
| --------------------------------------- | --------------------------------------------------------------------------------- | ----------------- | --------------------- |
| Claro José Fernández-Carnicero González | Cuerpo de Inspectores de Hacienda                                                 |                   | 24 de mayo de 1996    |
| María Jesús Fraile Fabra                | Cuerpo de Técnicos Superiores de Administración General de la Comunidad de Madrid | 1952              | 5 de mayo de 2000     |
| Concepción Toquero Plaza                | Cuerpo Superior de Administradores Civiles del Estado                             | 1948              | 19 de abril de 2004   |
| Juana María Lázaro Ruiz (*)             | Cuerpo de Inspectores de Hacienda del Estado                                      | 1950              | 8 de junio de 2018    |
| Miguel Ángel González Suela (**)        | Cuerpo Superior de Administradores Civiles del Estado                             | 1968              | 22 de enero de 2020   |

- Subsecretaria de Transición Ecológica
  - Subsecretario de Transición Ecológica y Reto Demográfico

## Lista de directores generales
- Director de Gabinete del Ministro
  - Laura Martín Murillo (2024- )
  - Borja Salvador Sastre Mata (2023-2024)
  - Amparo Fernández González (2022-2023)
  - Marc Pons Pons (2021-2022)
  - Álvaro Abril Aparicio (2018-2021)
  - Juan Manuel de la Torre Acosta (2004-2008)
  - Jorge Joaquín García Reig (2001-2004)
  - Javier Mato Veiga (2000-2001)
  - María Teresa Bernedo Arzak (1996-2000)
  - Francisco Safont Boira (1996)
  - José María Sánchez García (1996)
- Dirección General de Medio Natural y Política Forestal (1)
  - José Jiménez García-Herrera (2009-2011)
  - Juan Garay Zabala (2009)
  - José Luis Herranz Sáez (2008-2009)
- Dirección General para la Biodiversidad
  - José Luis Herranz Sáez (2004-2008)
- Dirección General de Conservación de la Naturaleza
  - Inés González Doncel (2000-2004)
  - Alberto Ruiz del Portal Mateos (1999-2000)
  - Enrique Alonso García (1997-1999)
  - Carlos del Álamo Jiménez (1996-1997)
  - Fernando Estirado Gómez (1995-1996) (2)
- Dirección General de la Costa y del Mar
  - Ana María Oñoro Valenciano (2020- )
- Dirección General de Sostenibilidad de la Costa y del Mar
  - Ana María Oñoro Valenciano (2018-2020)
  - Raquel Orts Nebot (2015-2018) (4)
  - Pablo Saavedra Inaraja (2012-2015) (4)
  - Pedro Antonio Ríos Martínez (2010-2012) (1)
  - Alicia Paz Antolín (2008-2010) (1)
- Dirección General de Costas
  - José Fernández Pérez (2004-2008)
  - José Trigueros Rodrigo (2000-2004)
  - Fernando Marín Castán (1996-2000)
  - Fernando Javier Osorio Páramo (1991-1996) (3)
- Dirección General del Agua
  - María Dolores Pascual Vallés (2023- )
  - Teodoro Estrela Monreal (2020-2023)
  - Manuel Menéndez Prieto (2018-2020)
  - Liana Sandra Ardiles López (2012-2018) (4)
  - Juan Urbano López de Meneses (2012) (4)
  - Marta Moren Abat (2008-2012) (1)
  - Jaime Palop Piqueras (2004-2008)
  - Juan José López Martos (2004)
- Dirección General de Obras Hidráulicas y Calidad de las Aguas
  - Juan Manuel Aragonés Beltrán (2002-2004)
  - Ramón Álvarez Maqueda (2001-2002)
  - José María Piñero Campos (2000-2001)
  - Carlos Manuel Escartín Hernández (1996-2000)
- Dirección General de Obras Hidráulicas (3)
  - Adrián Baltanás García (1991-1996)
  - José Rubio Bosch (1988-1991)
  - Juan Rodríguez de la Rúa Fernández (1985-1988)
  - José Miguel Hernández Vázquez (1982-1985)
  - Juan Ruiz Pérez (1978-1982)
  - José María Fluxá Ceva (1977-1978)
- Dirección General de Calidad de las Aguas (3)
  - José Salvador Martínez Ciscar (1995-1996)
  - Francisco Javier Gil García (1991-1995)
- Dirección General de la Oficina del Cambio Climático
  - Elena Pita Domínguez (2025- )
  - Valvanera Ulargui Aparicio (2015-2025) (4)
  - Susana Magro Andrade (2012-2015) (4)
  - Alicia Montalvo Santamaría (2008-2012) (1)
  - Teresa Ribera Rodríguez (2006-2008)
- Dirección General de Políticas contra la Despoblación
  - Ana de los Ángeles Marín Andréu (2024- )
  - Juana López Pagán (2021-2023)
  - José María García de Francisco (2020)
- Dirección General de Biodiversidad, Bosques y Desertificación (4)
  - María Jesús Rodríguez de Sancho (2022- )
  - Jorge Marquínez García (2020-2022)
- Dirección General de Biodiversidad y Calidad Ambiental (4)
  - Francisco Javier Cachón de Mesa (2018-2020)
- Dirección General de Calidad y Evaluación Ambiental y Medio Natural (4)
  - Francisco Javier Cachón de Mesa (2016-2018)
  - Guillermina Yanguas Montero (2011-2016)
- Dirección General Calidad y Evaluación Ambiental
  - Marta Gómez Palenque (2022- )
  - Ismael Aznar Cano (2020-2022)
  - Jesús Huertas García (2010-2011) (1)
  - María Jesús Rodríguez de Sancho (2008-2010) (1)
  - Jaime Alejandre Martínez (2004-2008)
  - Germán Glaría Galcerán (2000-2004)
  - José Trigueros Rodrigo (1999-2000)
  - Dolores Carrillo Dorado (1996-1999)
- Dirección General de Información y Evaluación Ambiental (3)
  - José Ramón González Lastra (1995-1996)
- Dirección General de Política Ambiental (3)
  - Arturo Gonzalo Aizpiri (1995-1996)
  - José Ramón González Lastra (1994-1995)
  - Domingo Jiménez Beltrán (1991-1994)
  - José María Roche Márquez (1990-1991)
- Dirección General de Ordenación y Coordinación Ambiental (3)
  - Enrique Clemente Cubillas (1990-1991)
- Dirección General de Medio Ambiente (3) 
  - Fernando Martínez Salcedo (1986-1990)
  - Concepción Sáenz Laín (1982-1986)
  - María Teresa Estevan Bolea (1979-1982)
  - Daniel de Linos Ortiz (1978-1979)
- Dirección General de Servicios
  - Marta Martínez Guerra (2022- )
  - Luis Antonio Buñuel Salcedo (2020-2022)
- Secretraría General Técnica
  - Jacobo Martín Fernández (2020- )
  - Ana Belén San Martín Ontoria (2018-2020)
  - Alicia Camacho García (2004-2011)
  - José Ignacio Vega Labella (2002-2004)
  - José Marí Olano (2001-2002)
  - Carlos Vázquez Cobos (1996-2001)

(1) En el Ministerio de Medio Ambiente y Medio Rural y Marino
(2) En el Ministerio de Agricultura, Pesca y Alimentación
(3) En el Ministerio de Obras Públicas
(4) En el Ministerio de Agricultura, Alimentación y Medio Ambiente